# Genadio (magister militum)
Genadio (Griego: Γεννάδιος, fl. 578–600) fue un general bizantino y el primer exarca de África.

## Carrera político-militar
Hacia 578, Genadio fue nombrado magister militum Africae y, rápidamente, derrotó al reino romano-moro de Garmul en Mauretania:

Gennadius magister militum in Africa Mauros vastat, Garmulem fortissimum regem, qui iam tres duces, superius nominatos Romani exercitus interfecerat, bello superat et ipsum regem gladio interficit.
Genadio, maestre de los soldados, devasta en África (la tierra de) los moros, derrota al fortísimo rey Garmul, que ya había matado a los tres comandantes del ejército romano antes mencionados, y mata él mismo al rey con la espada.
Chronicon, 12:1.  Juan de Biclaro

Genadio permaneció en África como magister militum por un largo tiempo, hasta finales de los '90, y se convirtió en el primer exarca de África, cuando el emperador Mauricio estableció el exarcado a finales de 580, uniendo la autoridad civil y militar en sus manos. Ya patricio en 582, se le concedió el título de cónsul honorario, en algún momento antes de 585.
Como exarca, mantuvo una extensa correspondencia con el papa Gregorio Magno sobre cuestiones de la Iglesia africana, especialmente la supresión de los donatistas.
Genadio reprimió una serie de revueltas moriscas entre 585 y 596, aproximadamente, y se retiró de su cargo en algún momento entre septiembre u octubre de 598 y julio de 600. Fue sucedido por Inocencio como prefecto pretoriano civil de África.